# Bengaluru
Bengaluru ([ˈbeŋɡəɭuːɾu] ⓘ, còn có tên Bangalore), là thủ phủ của bang Karnataka miền Nam Ấn Độ. Với dân số nội thành khoảng 8,42 triệu và dân số vùng đô thị chừng 8,52 triệu, đây là thành phố lớn thứ 3 và vùng kết tụ đô thị lớn thứ năm ở Ấn Độ. Nó tọa lạc ở Nam Ấn Độ và nằm trên cao nguyên Deccan. Thành phố nằm trên độ cao hơn 900 m (3.000 ft), cao nhất trong các thành phố lớn Ấn Độ.

## Địa lí

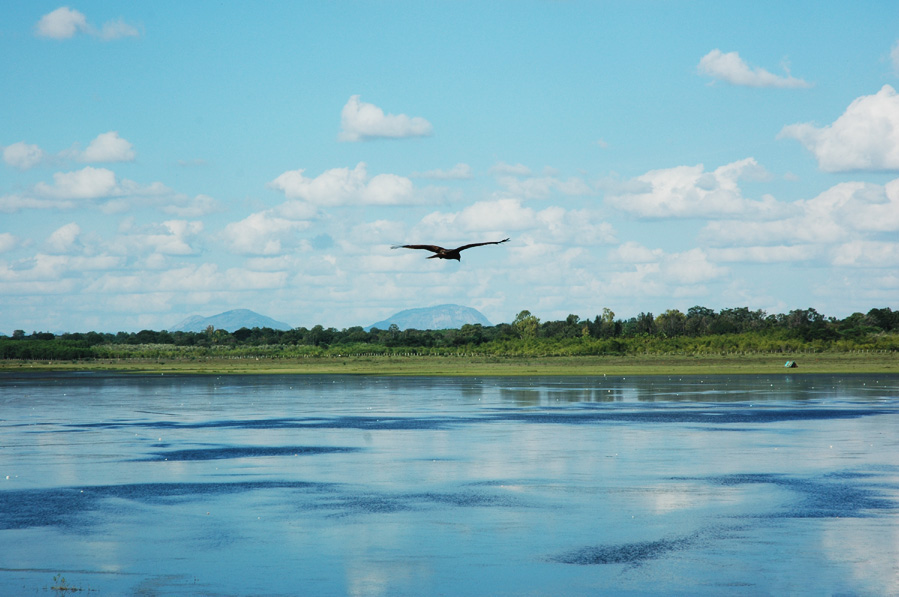
Hồ Hesaraghatta ở Bengaluru

Bengaluru nằm ở đông nam bang Karnataka miền Nam Ấn Độ, tại trung tâm cao nguyên Mysore (một vùng của cao nguyên Deccan rộng hơn) ở độ cao trung bình 900 m (2.953 ft).:8 Nó có tọa độ 12°58′B 77°34′Đ / 12,97°B 77,56°Đ và rộng khoảng 741 km2 (286 dặm vuông Anh).
Địa mạo Bengaluru tương đối phẳng, với phần mạn tây cao hơn. Điểm cao nhất là Vidyaranyapura Doddabettahalli, đạt 962 mét (3.156 foot) và tọa lạc ở tây bắc thành phố. Không có con sông lớn nào chảy ngang thành phố. Sông Vrishabhavathi, một phụ lưu nhỏ của Arkavathi, bắt nguồn từ thành phố (tại Basavanagudi). 

### Khí hậu
| Dữ liệu khí hậu của Bangalore               | Dữ liệu khí hậu của Bangalore | Dữ liệu khí hậu của Bangalore | Dữ liệu khí hậu của Bangalore | Dữ liệu khí hậu của Bangalore | Dữ liệu khí hậu của Bangalore | Dữ liệu khí hậu của Bangalore | Dữ liệu khí hậu của Bangalore | Dữ liệu khí hậu của Bangalore | Dữ liệu khí hậu của Bangalore | Dữ liệu khí hậu của Bangalore | Dữ liệu khí hậu của Bangalore | Dữ liệu khí hậu của Bangalore | Dữ liệu khí hậu của Bangalore |
| Tháng                                       | 1                             | 2                             | 3                             | 4                             | 5                             | 6                             | 7                             | 8                             | 9                             | 10                            | 11                            | 12                            | Năm                           |
| ------------------------------------------- | ----------------------------- | ----------------------------- | ----------------------------- | ----------------------------- | ----------------------------- | ----------------------------- | ----------------------------- | ----------------------------- | ----------------------------- | ----------------------------- | ----------------------------- | ----------------------------- | ----------------------------- |
| Cao kỉ lục °C (°F)                          | 32.8 (91.0)                   | 35.9 (96.6)                   | 37.3 (99.1)                   | 39.2 (102.6)                  | 38.9 (102.0)                  | 38.1 (100.6)                  | 33.3 (91.9)                   | 33.3 (91.9)                   | 33.3 (91.9)                   | 32.4 (90.3)                   | 31.7 (89.1)                   | 31.1 (88.0)                   | 39.2 (102.6)                  |
| Trung bình ngày tối đa °C (°F)              | 27.9 (82.2)                   | 30.7 (87.3)                   | 33.1 (91.6)                   | 34.0 (93.2)                   | 33.3 (91.9)                   | 29.6 (85.3)                   | 28.3 (82.9)                   | 27.8 (82.0)                   | 28.6 (83.5)                   | 28.2 (82.8)                   | 27.2 (81.0)                   | 26.5 (79.7)                   | 29.6 (85.3)                   |
| Tối thiểu trung bình ngày °C (°F)           | 15.8 (60.4)                   | 17.5 (63.5)                   | 20.0 (68.0)                   | 22.0 (71.6)                   | 21.7 (71.1)                   | 20.4 (68.7)                   | 19.9 (67.8)                   | 19.8 (67.6)                   | 19.8 (67.6)                   | 19.6 (67.3)                   | 18.0 (64.4)                   | 16.2 (61.2)                   | 19.2 (66.6)                   |
| Thấp kỉ lục °C (°F)                         | 7.8 (46.0)                    | 9.4 (48.9)                    | 11.1 (52.0)                   | 14.4 (57.9)                   | 16.7 (62.1)                   | 16.7 (62.1)                   | 16.1 (61.0)                   | 14.4 (57.9)                   | 15.0 (59.0)                   | 13.2 (55.8)                   | 9.6 (49.3)                    | 8.9 (48.0)                    | 7.8 (46.0)                    |
| Lượng mưa trung bình mm (inches)            | 1.9 (0.07)                    | 5.4 (0.21)                    | 18.5 (0.73)                   | 41.5 (1.63)                   | 107.4 (4.23)                  | 106.5 (4.19)                  | 112.9 (4.44)                  | 147.0 (5.79)                  | 212.8 (8.38)                  | 168.3 (6.63)                  | 48.9 (1.93)                   | 15.7 (0.62)                   | 986.8 (38.85)                 |
| Số ngày mưa trung bình                      | 0.2                           | 0.4                           | 1.1                           | 3.1                           | 6.7                           | 6.2                           | 7.2                           | 9.9                           | 9.8                           | 8.3                           | 3.8                           | 1.4                           | 58.1                          |
| Độ ẩm tương đối trung bình (%)              | 60                            | 52                            | 30                            | 43                            | 60                            | 72                            | 76                            | 79                            | 76                            | 73                            | 70                            | 68                            | 63                            |
| Số giờ nắng trung bình tháng                | 262.3                         | 247.6                         | 271.4                         | 257.0                         | 241.1                         | 136.8                         | 111.8                         | 114.3                         | 143.6                         | 173.1                         | 190.2                         | 211.7                         | 2.360,9                       |
| Nguồn 1: Cục khí tượng Ấn Độ                |                               |                               |                               |                               |                               |                               |                               |                               |                               |                               |                               |                               |                               |
| Nguồn 2: NOAA (humidity and sun: 1971–1990) |                               |                               |                               |                               |                               |                               |                               |                               |                               |                               |                               |                               |                               |